# A Western Harvest Field by Moonlight
A Western Harvest Field by Moonlight è il primo Extended Play di Beck, pubblicato nel 1994 dalla Fingerpaint Records.

## Tracce
Bic side
1. Totally Confused – 3:23
2. Mayonaise Salad – 1:08
3. Gettin' Home – 1:56
4. Blackfire Choked Our Death – 1:46
5. Feel Like a Piece of Shit (Mind Control) – 1:27
6. She Is All (Gimme Something to Eat) – 1:15

Beek side
1. Pinefresh – 1:23
2. Lampshade – 4:04
3. Feel Like a Piece of Shit (Crossover Potential) – 1:34
4. Mango (Vader Rocks!) – 2:49
5. Feel Like a Piece of Shit (Cheetos Time) – 0:58
6. Styrofoam Chicken (Quality Time) – 0:01 – la traccia viene ripetuta all'infinito; questo è dovuto al fatto che la traccia sul vinile è più marcata in modo tale che la punta del giradischi ritorni all'inizio. Solo rimuovendo fisicamente la testina di lettura si interrompe la riproduzione.[1]